# Metrópole

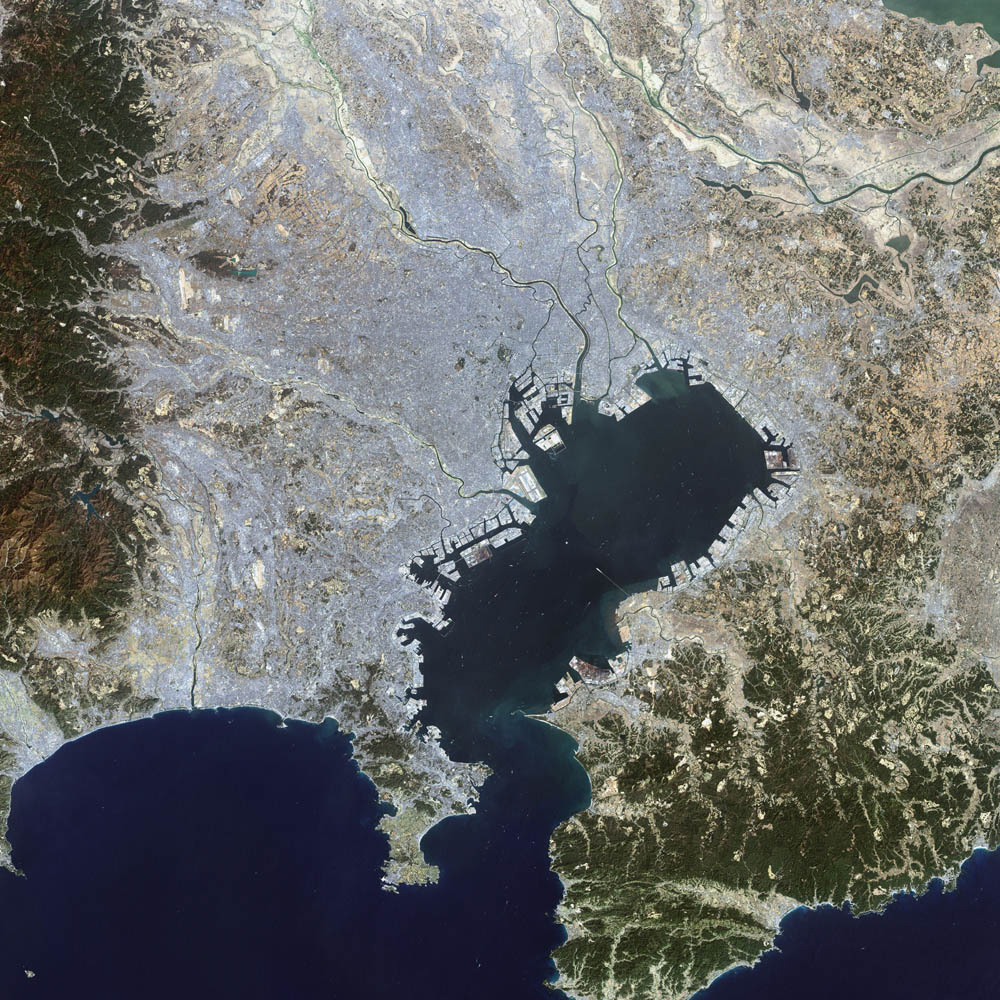
Imagem de satélite de Tóquio e seu entorno, com mais de quarenta milhões de habitantes.

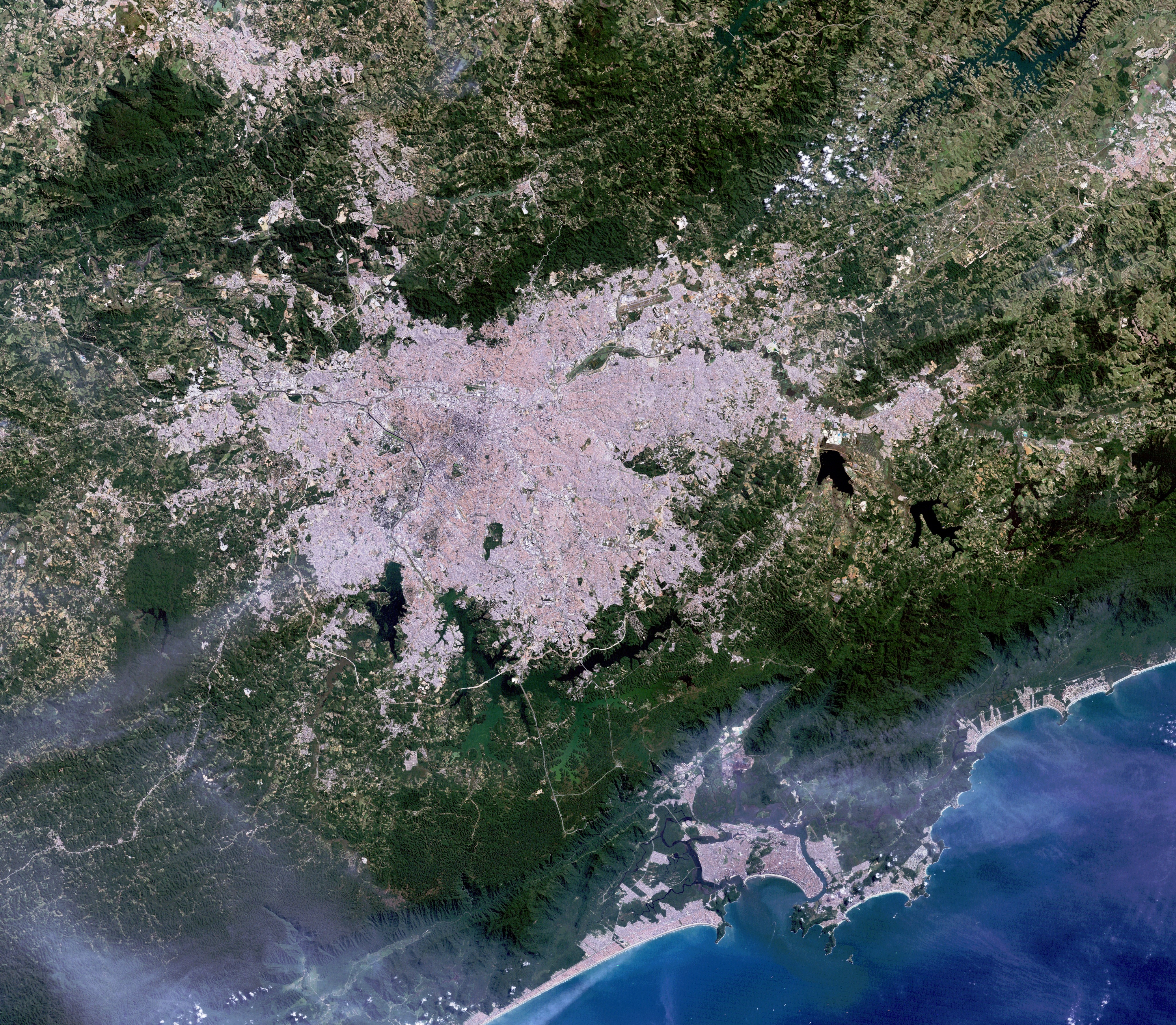
Imagem de satélite feita pelo Landsat 5 focalizando São Paulo em 2010.

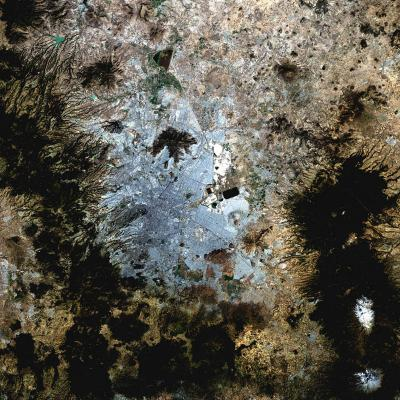
Imagem de satélite da Cidade do México

Metrópole, do grego metropolis (μήτηρ, mētēr = mãe, ventre e πόλις, pólis = cidade), é o termo empregado para se designar uma cidade que polariza uma complexa rede de municípios, exercendo influências de ordem econômica, política e sociocultural.
Em certos países ou estados cujos territórios estão divididos em várias parcelas não contínuas, o termo metrópole designa também o território continental ou central desses países por oposição ao seu território não continental ou ultramarino. O termo é especialmente aplicado, no âmbito de impérios coloniais, para se referir ao território original da potência colonial, por oposição às suas colónias. Assim, por exemplo, até 1975, a Metrópole Portuguesa incluía Portugal Continental, o arquipélago da Madeira e o arquipélago dos Açores, constituindo os restantes territórios o Ultramar Português. Ainda hoje, os territórios franceses situados na Europa constituem a França Metropolitana, enquanto que os restantes constituem as coletividades do Ultramar.
A questão das grandes cidades e culturas extraeuropeias tem sido amplamente estudada pelo investigador alemão Ronald Daus. O termo metrópole, que é de origem grega e chegou ao português através do latim (com essa grafia a partir do século XVII), se referia à capital de uma província. O significado urbano atual é do século XVIII.

## Definição
Metropolis (μητρόπολις) é uma palavra grega que vem de mḗtēr (μήτηρ), que significa "mãe", e de pólis (πόλις), que significa "cidade", que é como as colônias gregas da antiguidade se referiam às suas cidades originais, com as quais mantinham contato e conexões político-culturais. A palavra foi usada no latim pós-clássico para se referir a cidade principal de uma província, a sede do governo e, eclesiasticamente, para ser referir a sede ou ver de um bispo metropolitano a quem os bispos sufragâneos eram responsáveis. Esse uso iguala a província à diocese ou à episcopal.
No uso atual, metrópole é o conjunto de cidades (ou entidades político-administrativas correspondentes, como os municípios) conurbadas e que tem uma cidade principal que, geralmente, lhe dá o nome. Outra definição diz que a conurbação não é imprescindível para que haja uma metrópole. Ela geralmente existe, mas o necessário é a ligação entre a cidade principal e as outras através do fluxo de pessoas (principalmente trabalhadores: o movimento pendular diário) e da influência econômica daquela sobre estas e sobre a região Por essas definições, aglomeração urbana difere das metrópoles pela falta de uma cidade principal que tenha considerável população e importância econômica ao menos regional. As metrópoles também diferem das regiões (ou áreas) metropolitanas por estas serem somente uma região de planejamento ou uma formalização daquelas.
Pesquisadores de planejamento urbano e regional da Alemanha, introduziram o conceito de regiópole em 2006, para descrever áreas urbanas fora de regiões metropolitanas que geram uma atração comparável em uma escala regional menor.

## Cidades globais
O conceito de cidade global (ou cidade mundial) é de uma cidade que tem um efeito direto e tangível nos assuntos globais por meios socioeconômicos. O termo tornou-se cada vez mais familiar, devido à ascensão da globalização (ou seja, finanças, comunicações e viagens globais). Uma tentativa de definir e categorizar as cidades do mundo por critérios financeiros foi feita pela Rede de Pesquisa de Globalização e Cidades Mundiais (GaWC), baseada principalmente na Universidade de Loughborough, no Reino Unido. O estudo classificou as cidades com base no fornecimento de "serviços avançados de produção", como contabilidade, publicidade, finanças e direito. O inventário identifica três níveis de cidades do mundo e várias sub-classificações. Uma metrópole não é necessariamente uma cidade global - ou, sendo uma delas, pode não estar entre as melhores - devido a seu padrão de vida, desenvolvimento e infraestrutura.

## Metrópoles brasileiras
Há no Brasil quinze metrópoles: São Paulo (SP), classificada como grande metrópole nacional; Rio de Janeiro (RJ) e Brasília (DF), que são metrópoles nacionais; e Recife (PE), Belo Horizonte (MG), Fortaleza (CE), Salvador (BA), Curitiba (PR), Porto Alegre (RS), Belém (PA), Goiânia (GO), Florianópolis (SC), Manaus (AM), Vitória (ES) e Campinas (SP), classificadas como metrópoles.